# Genito Ortiz
Eugenio Ortiz Alonso (Castillo Pedroso, Cantabria, 17 de mayo de 1948), más conocido como Genito Ortiz, es un expiloto de rally español, activo a nivel nacional en la primera mitad de la década de los 80. Se proclamó campeón del Campeonato de España de Rallyes de asfalto en 1983.
Su debut tuvo lugar en 1971, al disputar el Critérium Luis de Baviera con un Seat 1430, a bordo del cual vencería en su categoría y finalizaría décimo absoluto del rallye. En 1973 terminó en tercer lugar en el Desafío Simca, con un Simca 1000. Al año siguiente sería segundo de esa misma copa monomarca. En 1976 logró el Campeonato de Castilla de Velocidad de Turismos. Su primera victoria absoulta en un rallye llegaría en 1978 al imponerse con un Chrysler 180 en el Rally Shalymar, disputado en los tramos de la Sierra Norte de Madrid.
En el año 1981 da comienzo su relación con Renault, disputando el Rallye Príncipe de Asturias y el Rally Costa Brava, terminando quinto del Nacional de rallyes sobre asfalto tras vencer en dicho Príncipe de Asturias y en el Rally Cataluña. En el año 1982 se proclamaría subcampeón de España, consiguiendo finalmente el título en 1983, cuando ganaría cuatro rallyes.
Su puesto como piloto oficial de Renault en España sería posteriormente ocupado por la entonces joven promesa Carlos Sainz. A lo largo de su trayectoria deportiva consiguió la victoria en 14 pruebas del Campeonato de España de rallyes sobre asfalto.

## Resultados

### Campeonato de España de Rally
| Año  | Equipo               | Automóvil           | 1       | 2       | 3       | 4       | 5       | 6     | 7     | 8       | 9       | 10      | 11      | 12      | 13      | 14    | 15    | 16      | 17      | 18    | 19      | 20      | 21    | 22  | 23  | 24  | 25  | 26    | 27  | 28  | Pos. | Puntos |
| ---- | -------------------- | ------------------- | ------- | ------- | ------- | ------- | ------- | ----- | ----- | ------- | ------- | ------- | ------- | ------- | ------- | ----- | ----- | ------- | ------- | ----- | ------- | ------- | ----- | --- | --- | --- | --- | ----- | --- | --- | ---- | ------ |
| 1977 |                      | Seat 131            | MAS     | COS     | VCN     | CMG     | FAL Ret | FIR   | 500   | CLB 3   | CRI     | OUR     | FER Ret | ESP Ret | VIR Ret | CAT   | CDS 4 |         |         |       |         |         |       |     |     |     |     |       |     |     |      |        |
| 1978 |                      | Chrysler 180        | COB     | VCN 5   | CMG     | MAS Ret | FAL     | 500   | CLB   | CLR     | OUR     | FER     | ESP     | 2VI     | CAT 5   | SOL   |       |         |         |       |         |         |       |     |     |     |     |       |     |     |      |        |
| 1979 |                      | Chrysler 180        | VCN     | COB     | MAS     | CMG 4   | FAL 3   |       |       |         |         |         |         |         |         |       |       |         |         |       |         |         |       |     |     |     |     |       |     |     |      |        |
| 1979 | Simca 1200 TI        |                     |         |         |         |         | FIR 6   | 500   | CLB   | CLR     | OUR 3   | FER     | SAC     | RBX     | MAN     | PDA   | ECI   | IDT     | ESP Ret | 2VI   | CAT     | SHA     |       |     |     |     |     |       |     |     |      |        |
| 1980 |                      | Simca 1200 TI       | COB Ret |         |         |         |         |       |       |         |         |         |         |         |         |       |       |         |         |       | ESP Ret | VIR     | CAT   | SHA |     |     |     |       |     |     |      |        |
| 1980 | Talbot 1200 TI       |                     | VCN     | CMG     | SAC     | 500 5   | MAS     | CLB 9 | SMO   | OUR Ret | RIO Ret | CS Ret  | FAL     | RIA     | FER     | MAN   | PDA   |         | ECI     |       |         |         |       |     |     |     |     |       |     |     |      |        |
| 1980 | Talbot Sunbeam Lotus |                     |         |         |         |         |         |       |       |         |         |         |         |         |         |       |       | TEN Ret |         |       |         |         |       |     |     |     |     |       |     |     |      |        |
| 1981 |                      | Volkswagen Golf GTi | CBR Ret | GUI     | RAC 7   | MAS     | RCS Ret | FLL   | CLB   | SMO     | OUR     | RIO     |         |         |         |       |       |         |         |       |         |         |       |     |     |     |     |       |     |     | 5º   | 205    |
| 1981 | Renault 5 Turbo      |                     |         |         |         |         |         |       |       |         |         | PDA 1   | ECI     | IDT     | SAC 2   | CAT 1 |       |         |         |       |         |         |       |     |     |     |     |       |     |     | 5º   | 205    |
| 1981 | Porsche 930 Turbo    |                     |         |         |         |         |         |       |       |         |         |         |         |         |         |       | SHA 2 |         |         |       |         |         |       |     |     |     |     |       |     |     | 5º   | 205    |
| 1982 | FASA Renault         | Renault 5 Turbo     | CBR 1   | VSN     | RAC 3   | CMG     | GNH 2   | TLV   | SRM 2 | CSC     | MSP     | FLL     | MLG 1   | CLB 2   | VAR 1   | VLL 1 | ORN   | RCS 1   | CLR     | RBX 5 | SNA     | PRA Ret | CNR 1 | TNF | 5NA | SVM | 2VR | CAT 2 | MAD | CDS | 2º   | 11530  |
| 1983 | FASA Renault         | Renault 5 Turbo     | COB Ret | RAC 1   | FAL 1   | CMG Ret | SMO Ret | VCN   | CLB 1 | OUR Ret | LLA 1   | GIB     | RIO 1   | SAG 1   | PDA 1   | IDT   | ECI 1 | CAT 1   | CTO     | GIR   | SHA     |         |       |     |     |     |     |       |     |     | 1º   | 928    |
| 1984 | FASA Renault         | Renault 5 Turbo     | COS Ret | RAC Ret | CMG Ret | SMO 3   | CLB Ret | LLA 1 | SAG 2 | PDA Ret | CAT 3   | ECI Ret | VCN     | GIR     |         |       |       |         |         |       |         |         |       |     |     |     |     |       |     |     | 7º   | 768    |